# Félicien Singbo
Félicien Singbo est un footballeur international béninois né le 25 octobre 1980 à Abomey. Il évoluait au poste d'arrière droit.

## Biographie
Félicien Singbo commence sa carrière de footballeur en 1999 au FC Rouen puis signe en 2001 au CS Louhans-Cuiseaux. 
En 2003, il quitte la France et signe en Écosse au Airdrie United Football Club. En 2004, Singbo s'engage avec un club albanais, le KS Vllaznia Shkodër. Un an plus tard, il signe dans le club grec du PAS Giannina puis signe à Pierikos, un autre club grec, en 2006. 
En 2007, il s'engage successivement dans deux clubs chypriotes : l'AE Paphos et l'Ayia Napa FC. En 2008, il retourne en Grèce et signe à l'Olympiakos Volos. En 2009, il signe en Bulgarie au Lokomotiv Plovdiv.

## Carrière
- 1999-2001 :  FC Rouen
- 2001-2003 :  CS Louhans-Cuiseaux
- 2003-2004 :  Airdrie United
- 2004 :  KS Vllaznia Shkodër
- 2005-2006 :  PAS Giannina
- 2006 :  Pierikos
- 2007 :  AE Paphos
- 2007 :  Ayia Napa FC
- 2008 :  Olympiakos Volos
- Depuis 2009 :  Lokomotiv Plovdiv[1]